# Bysjö
Bysjö är en sjö i Kungsbacka kommun i Halland och ingår i Viskan-Rolfsåns kustområde.